# 三谷幸喜
三谷幸喜（日语：／ Mitani Kōki */?；1961年7月8日—）是日本编剧、导演、演員。

## 來歷
三谷 幸喜出生于東京都世田谷区出身，就读于世田谷学园高中、于日本大学艺术院演剧科毕业。
1991年，凭《12个温柔的日本人》荣获日本映画脚本赏。1994年，三谷幸喜執導電視劇《古畑任三郎》成为代表作，并大受好评。三谷幸喜另執導其他電視劇，包括《回首又见他》、《奇迹餐厅》、《别叫我总理》等。1995年12月20日，三谷幸獲得第46回紀伊國屋演劇賞個人賞。
2013年、三谷幸喜完成。三谷幸喜執導、劇作家野田秀樹主演。同年11月，三谷幸喜執導《清須會議》。
2014年1月1日、三谷幸喜加入堤真一、高橋克實所属經紀公司。
2015年，三谷幸喜自编自导他的第七部电影《银河街道》。

## 個人生活
1995年10月10日，三谷和女演員小林聰美结婚。2011年5月23日，两人宣布离婚。
2013年7月31日，三谷再婚，對象為圈外女性。2014年6月24日，透過經紀公司宣布喜獲麟兒。

## 人物
因为父母家有台電視，从小电视上瘾。特别喜欢看外国戏剧，是個骨灰級的《神探可倫坡》迷。

## 編劇作品

### 电视劇
- 1988年《还是喜欢猫》
- 1990年《还是喜欢猫》第二部
- 1993年 《回首又见他》
- 1994~2008年《古畑任三郎》
  - 1996年~2004年《巡査・今泉慎太郎番外篇（日语：古畑任三郎の登場人物#今泉慎太郎）》
- 1995年《奇迹餐厅》
- 1997年《别叫我总理》
- 2000年《不平凡的勇氣》
- 2004年《新选组!》(NHK大河劇)
- 2010年《我家的历史》
- 2011年《short cut》（WOWOW：中井貴一、鈴木京香、梶原善（日语：梶原善））
- 2011年《了不起的偷拍 〜完美的門房》（深津繪里、西田敏行、阿部寛、竹内結子、淺野忠信、草彅剛、中井貴一）
- 2013年《大空港2013（日语：大空港2013）》
- 2015年《東方快車謀殺案》
- 2016年《真田丸》 (NHK大河劇)
- 2022年《鎌倉殿的13人》(NHK大河劇)

### 电影
- 1991年《12个温柔的日本人》
- 1997年《心情直播，不NG》
- 2004年《笑之大学》
- 2006年《有頂天大飯店》
- 2008年《魔幻时刻》
- 2011年《鬼壓床了沒》
- 2013年《三谷幸喜 大空港》
- 2013年《清須會議》
- 2015年《銀河街道》
- 2019年《失憶的總理大臣》
- 2024年《消失的豪門妻》

### 舞台劇
- 1990年《12个温柔的日本人》
- 1991年《ショウ・マスト・ゴー・オン》
- 1991年《Vamp Show》
- 1992年《その場しのぎの男たち》
- 1993年《ダア!ダア!ダア!》
- 1994年《出口なし!》
- 1995年《君となら》
- 1996年《巌流島》
- 1996年《笑之大学》（2011年被北京人民艺术剧院改编为《喜剧的忧伤》）
- 1996年《アパッチ砦の攻防》
- 1997年《バイ・マイセルフ》
- 1998年《アパッチ砦の攻防 決定版》（再演）
- 1999年《温水夫妻》
- 1999年《マトリョーシカ》
- 2000年《オケピ!》
- 2000年《竜馬の妻とその夫と愛人》
- 2001年《Vamp Show》（再演）
- 2001年《バッド・ニュース☆グッド・タイミング》
- 2002年《彦馬がゆく》（再演）
- 2002年《You Are The Top/今宵の君》
- 2003年《オケピ!》（再演）
- 2004年《なにわバタフライ》
- 2005年《12人の優しい日本人》（再演）
- 2006年《決闘!高田馬場》
- 2006年《エキストラ》
- 2007年《コンフィダント・絆》
- 2007年《社長放浪記》
- 2007年《恐れを知らぬ川上音二郎一座》
- 2008年《グッドナイト スリイプタイト》
- 2009年《returns》
- 2009年《TALK LIKE SINGING》
- 2010年《TALK LIKE SINGING》
- 2010年《なにわバタフライ N.V》
- 2011年《ろくでなし啄木》
- 2011年《国民の映画》
- 2011年《ベッジ・パードン》）
- 2011年《90ミニッツ》

## 執導作品

### 电影
- 1997年《心情直播，不NG》
- 2001年《大家之家》
- 2006年《有頂天大飯店》
- 2008年《魔幻时刻》
- 2011年《鬼壓床了沒》
- 2013年《清須會議（日语：清須会議 (小説)）》
- 2015年《銀河街道》
- 2019年《失憶的總理大臣》
- 2024年《消失的豪門妻》

## 外部連結
- シス・カンパニー 三谷幸喜オフィシャルサイト （页面存档备份，存于）
- パルコプロデュース・三谷幸喜作品 オフィシャルサイト （页面存档备份，存于）
- わが家の歴史。を観ると決めた。 （页面存档备份，存于） - 糸井重里との対談（ほぼ日刊イトイ新聞）
- 駄目な僕 （页面存档备份，存于） - 糸井重里との対談（ほぼ日刊イトイ新聞）
- NHKアーカイブス：特集 あの人のとっておきセレクション 三谷幸喜さん （页面存档备份，存于）
- 三谷幸喜 (mitanikoki)的X（前Twitter） ※映画のプロモーション時期のみ期間限定で使用されるアカウント。
- 三谷幸喜的Instagram帳戶